# 엘 살롱 멕시코
《엘 살롱 멕시코》(El Salón México)는 코플랜드 작곡(1937) 작품이다.
멕시코 시티에 있는 유명한 카바레 겸 댄스홀을 제명으로 한 일종의 교향시이다. 멕시코 민요를 사용하여 멕시코인의 적나라한 생활감정을 묘사하는 데 성공했다.